# Diocesi di Cotenna
La diocesi di Cotenna (in latino Dioecesis Cotennensis) è una sede soppressa del patriarcato di Costantinopoli e una sede titolare della Chiesa cattolica.

## Storia
Cotenna, identificabile con Godena (Gudene) nell'odierna Turchia, è un'antica sede episcopale della provincia romana della Panfilia Prima nella diocesi civile di Asia. Faceva parte del patriarcato di Costantinopoli ed era suffraganea dell'arcidiocesi di Side.
La diocesi è documentata nelle Notitiae Episcopatuum del patriarcato di Costantinopoli dal X al XII secolo.
Sono diversi i vescovi greci noti di questa antica sede. Esichio fu tra i padri del concilio di Costantinopoli del 381. Acacio prese parte al concilio di Efeso del 431 ed Eugenio a quello di Calcedonia del 451. Mauriano sottoscrisse la lettera dei vescovi della provincia della Panfilia Prima all'imperatore Leone nel 458 in seguito all'uccisione del patriarca alessandrino Proterio. Flaviano assistette al concilio tenuto a Costantinopoli dal patriarca Mena nel 536. Cosma prese parte al concilio di Costantinopoli del 680/81. Conone sottoscrisse gli atti del concilio in Trullo del 691/92. Infine Macario fu uno dei membri del concilio di Costantinopoli dell'879-880 che riabilitò il patriarca Fozio di Costantinopoli.
Dal XIX secolo Cotenna è annoverata tra le sedi vescovili titolari della Chiesa cattolica; la sede è vacante dal 20 marzo 1986. Assegnata per la prima volta all'inizio del XX secolo come Catenna (Catennensis), in seguito (con il vescovo Odoric Simon Tcheng) il nome fu corretto in Cotenna (Cotennensis).

## Cronotassi

### Vescovi greci
- Esichio † (menzionato nel 381)
- Acacio † (menzionato nel 431)
- Eugenio † (menzionato nel 451)
- Mauriano † (menzionato nel 458)
- Flaviano † (menzionato nel 536)
- Cosma † (prima del 680 - dopo il 681)
- Conone † (prima del 691 - dopo il 692)
- Macario † (menzionato nell'879)

### Vescovi titolari
- Élie Anicet Latulipe † (1º ottobre 1908 - 31 dicembre 1915 nominato vescovo di Haileybury)
- Ramón Calvó y Martí, O.F.M. † (13 agosto 1919 - 5 marzo 1926 deceduto)
- Odoric Simon Tcheng, O.F.M. † (24 giugno 1926 - 14 novembre 1928 deceduto)
- Evarist Chang (Tchang) † (2 febbraio 1929 - 26 maggio 1932 deceduto)
- Eugenio Artaraz Emaldi, O.P. † (14 giugno 1932 - 19 dicembre 1947 deceduto)
- Francis Doyle Gleeson, S.I. † (8 gennaio 1948 - 8 agosto 1962 nominato vescovo di Fairbanks)
- John Joseph Dougherty † (17 novembre 1962 - 20 marzo 1986 deceduto)